# Concilio de Roma (679)
En octubre del año 679 fue convocado en Roma un concilio por el Papa Agatón presidiendo a cincuenta obispos. 
En él se trató del asunto de San Vilfrido, que se intitulaba obispo de Sajonia. Se le hizo entrar y se quejó de que se le había depuesto injustamente en Inglaterra, ordenando tres obispos en su lugar. El Concilio le restableció en su obispado y mandó que los que se habían puesto en él irregularmente fueran echados, pero que los obispos que él eligiera para ayudarle se ordenarían por el arzobispo con pena de nulidad, deposición y de anatema. 
Considerándolo todo, dijeron los obispos, no le hallamos convencido canónicamente de ningún crimen que merezca la deposición. 